# كولوني وارز (لعبة فيديو)
كولوني وارز (بالإنجليزية: Colony Wars) هي لعبة فيديو قتال مكاني طورتها ستوديو ليفربول ونشرتها آرت دينك في نوفمبر 1997 للبلاي ستيشن. فكرة اللعبة هو إكمال المهام المختلفة في ضوابط المركبة الفضائية، كانت كولوني وارز عندما صدرت، في منافسة مع جي بوليس (على الرغم من أن كلتا اللعبتين من نفس الناشر). هذا الأخير يستفيد من مراجعات أقل جودة، لا يزال يباع أفضل من كولوني وارز.
بمجرد اللعب، يجد اللاعب نفسه داخل مركبة فضائية. لا يمكن للاعب اختيار الأخير ويختلف وفقًا للملف الشخصي المحتمل للمهمة (مرافقة، اعتداء، دعم، إلخ).
في عام 2018، ذكر فريق التحرير في موقع دن أف جيك أن اللعبة في المركز الثاني عشر من بين أفضل 60 لعبة بلاي ستيشن قُدرت بأقل من قيمتها.

## وصلات خارجية
الموقع الرسمي نسخة محفوظة 20 أكتوبر 2007 على موقع واي باك مشين. (الأرشيف) (بالإنجليزية)